# Calocedrus formosana
Calocedrus formosana là một loài thực vật hạt trần trong họ Cupressaceae. Loài này được Florin Florin mô tả khoa học đầu tiên năm 1956.